# کنیدیان فرس استیشن لادنر
کنیدیان فرس استیشن لادنر (به انگلیسی: Canadian Forces Station Ladner) یک فرودگاه نظامی است که یک باند فرود آسفالت دارد و طول باند آن ۱۷۰۹ متر است. این فرودگاه در کشور کانادا قرار دارد و در ارتفاع ۲ متری از سطح دریا واقع شده‌است.